# 三六九山莊

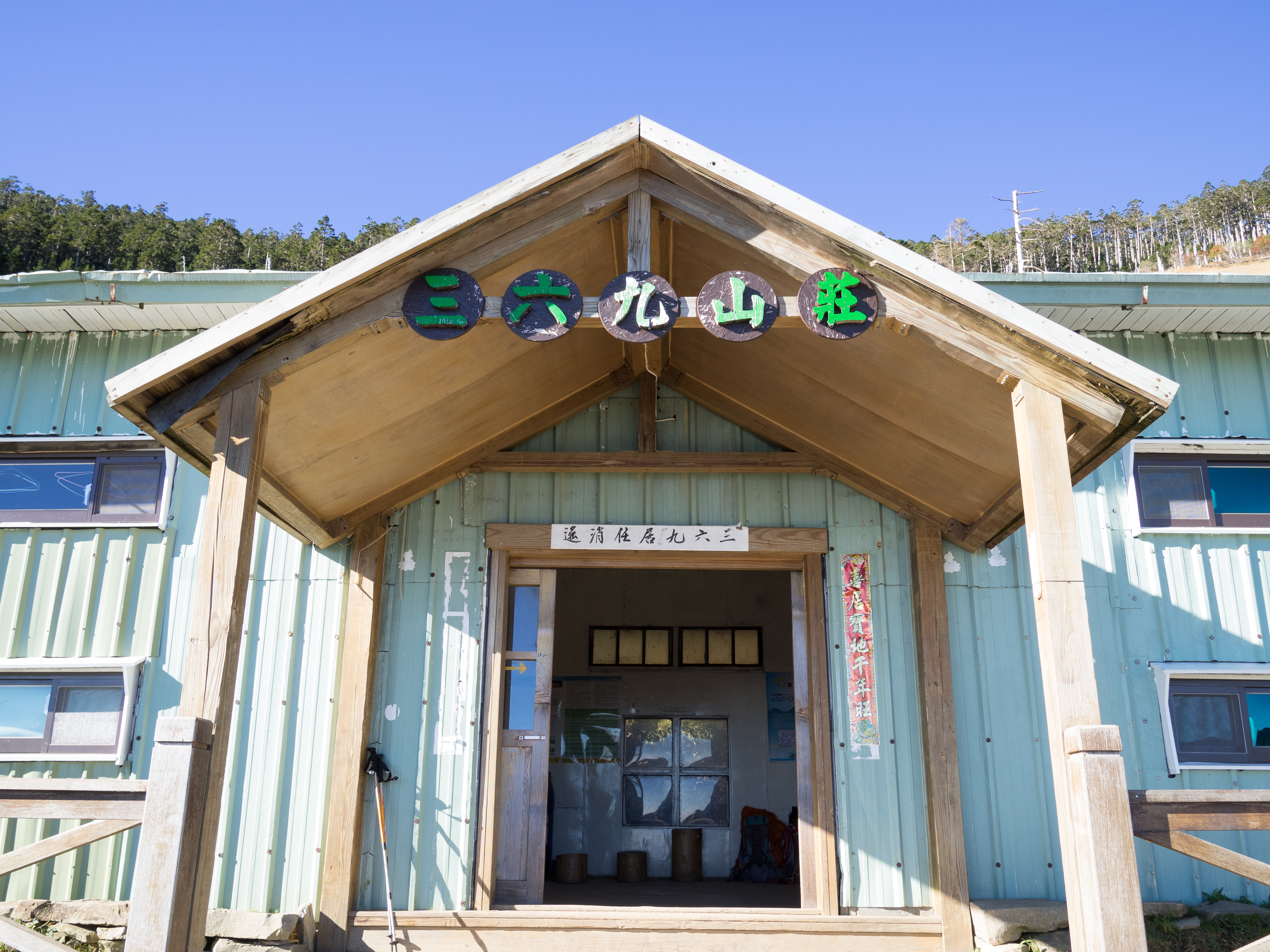
拍攝於2016年11月1日

三六九山莊是台灣雪霸國家公園一棟住宿山屋，擁有106個床位，位於雪東線7.1K處，海拔3150 公尺。 自1969年建立至今，是攀登雪山山脈相當重要的住宿地點。
雪霸國家公園於2015年公告委託興建新山屋，於2022年發包，預計於2023年拆除該山屋以臨時露營區取代。

## 名由
位於雪山主峰左近的甘木林山山坡，甘木林山舊測高度為3,690公尺，又稱3690峰，山莊因此得名。

## 地理
三六九山莊位於台中市和平區，台中市極西北靠近新竹縣之處，緊鄰雪山東峰，距離登山口7.1公里、雪山主峰3.6公里，為登頂之前最後住宿地。雪東線上有另一個住宿地七卡山莊，位於距登山口2公里處。
在雪山山脈東向緩稜上，向西有一大片針葉林(台灣冷杉、巒大花楸等)，山莊前方為河谷地形無遮蔽正對武陵四秀。
附近因近十年發生過四次森林大火而呈現光禿禿的一片，現為二次消長植物玉山箭竹所覆蓋。